# خزف أغلبي

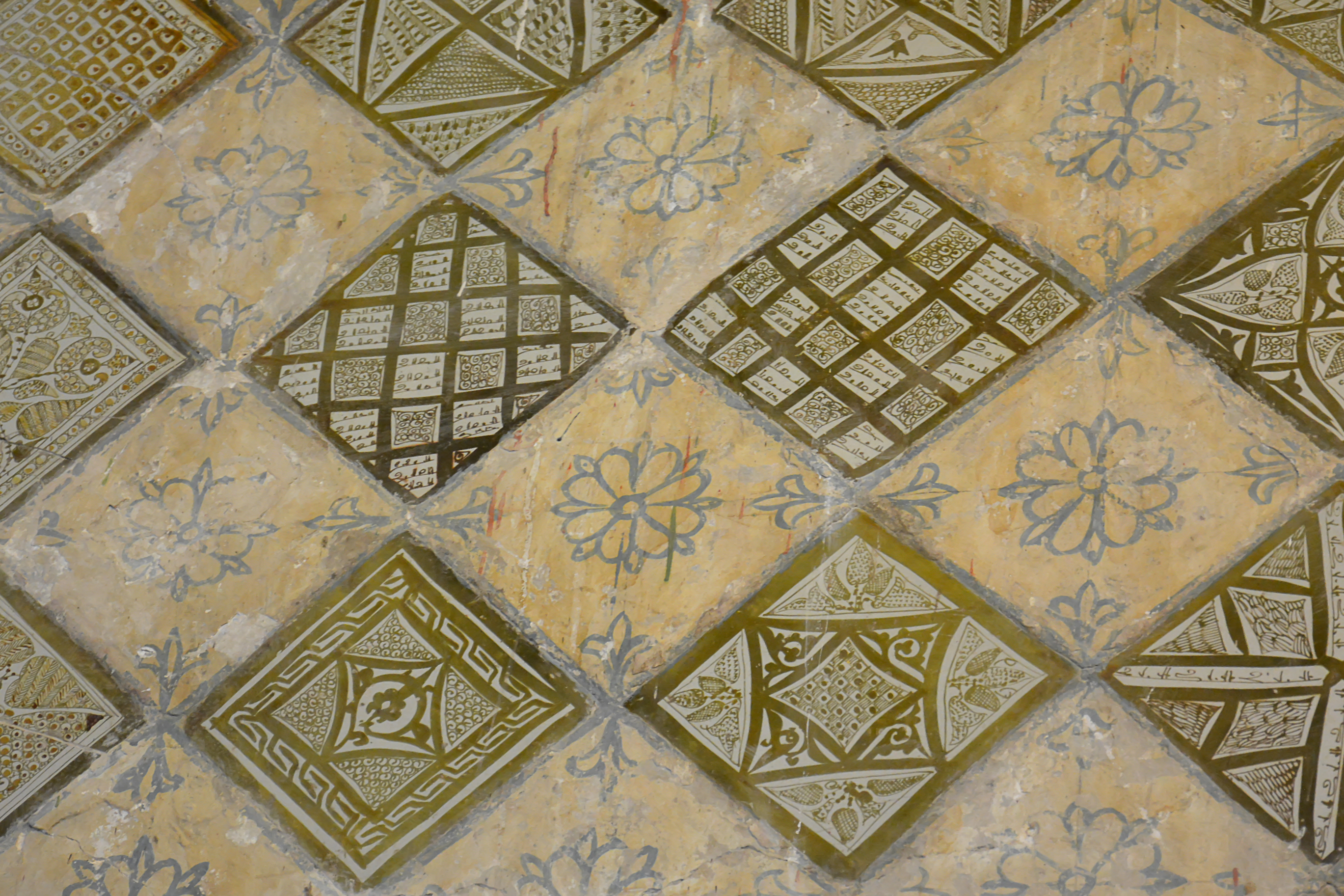
الخزف الأغلبي في محراب جامع عقبة بالقيروان

يتميز الخزف الأغلبي بوجود ثلاث ألوان رئيسيّة على التوالي:
الأصفر – الأخضر -  البنّي. 
أما اللّون البنّي فعادة ما يستعمل في الزّخارف التّي تنقسم إلى أربعة محاور رئيسيّة :
الزّخارف النباتية—الزّخارف الهندسيّة  --  الزخارف الكتابيّة  --  الزّخارف الحيوانيّة
هذا، مع التّأكيد بأن الخزف الأغلبي انعدمت فيه الزّخارف الإنسانيّة أي تلك الحاملة لصور الآدميّين. مع الملاحظة بأنّ الزّخارف الحيوانيّة تغلب عليها البساطة، بمعنى أنّها تتجنّب التّجسيد و ذلك على خلاف الزّخارف التّي ستبرز خلال الفترة الفاطميّة. 
أمّا اللّون الأخضر فيُستعملُ في تأطير الأواني و في تأطير الزّخارف بمختلف أنواعها.
أمّا حول طريقة استخراج الألوان في تلك الفترة، فكانت على النّحو الآتي : 
اللون الأصفر : أكسيد الحديد
اللّون الأخضر : أكسيد النّحاس
اللّون البنّي : أكسيد المنغنيز